# 167 Урда
167 Урда (167 Urda) — астероїд головного поясу, відкритий 28 серпня 1876 року.